# Typhlodromips ochii
Typhlodromips ochii är en spindeldjursart som först beskrevs av Ehara och Yokogawa 1977.  Typhlodromips ochii ingår i släktet Typhlodromips och familjen Phytoseiidae. Inga underarter finns listade i Catalogue of Life.